# In the Flesh (chanson de Blondie)
Pour les articles homonymes, voir In the Flesh.
Singles de Blondie
X-Offender
(1976) Rip Her To Shreds
(1977)
In the Flesh est le deuxième single de l'album Blondie sorti en 1976. Il est également le dernier single paru sous le label Private Stock.

## Information sur la chanson
La chanson a un sens qui rappelle la pop Phil Spector du début des années 1960, avec un piano très présent, des chœurs féminins, et un moment de la signature 12 / 8.
En Australie, après que le morceau ait été joué par erreur dans l'émission musicale Countdown, il a été bien accueilli par le public. Chrysalis Records a publié la chanson en single en Australie, avec Man Overboard en face B. Quand il atteint la deuxième position dans les charts, l'Australie est devenue le premier territoire dans lequel Blondie a réalisé un hit.
In the Flesh a été présenté dans le film 1982, The Last American Virgin, et apparaît sur la bande son.